# Закшев (Венґровський повіт)
Закшев (пол. Zakrzew) — село в Польщі, у гміні Коритниця Венґровського повіту Мазовецького воєводства.
Населення — 127 осіб (2011).
У 1975—1998 роках село належало до Седлецького воєводства.

## Демографія
Демографічна структура станом на 31 березня 2011 року:
|          | Загалом | Допрацездатний вік | Працездатний вік | Постпрацездатний вік |
| -------- | ------- | ------------------ | ---------------- | -------------------- |
| Чоловіки | 62      | 7                  | 46               | 9                    |
| Жінки    | 65      | 15                 | 34               | 16                   |
| Разом    | 127     | 22                 | 80               | 25                   |